# Kalevi Ihalainen
Kalevi Viljo Ihalainen (Kotka, 23 dicembre 1913 – Helsinki, 11 luglio 1995) è stato un cestista e hockeista su ghiaccio finlandese.

## Carriera
Con la Finlandia ha disputato i Campionati europei del 1939.